# Encephalartos bubalinus
Encephalartos bubalinus Melville, 1957 è una pianta appartenente alla famiglia delle Zamiaceae, diffusa in Kenya e Tanzania.

## Descrizione
Questa pianta è dotata di un fusto eretto o, negli esemplari più maturi, decombente, con un diametro di 35–45 cm e un'altezza sino a 2 metri.
Le foglie, pennate, disposte a corona all'apice del fusto, sono lunghe da 60–160 cm e sono composte da 50-90 paia di foglioline di consistenza coriacea, disposte sul rachide in modo alternato, con un angolo di 45°, ridotte a spine in prossimità del picciolo.
È una specie dioica, con coni maschili sessili, lunghi 27,5–55 cm e 13–5 cm di diametro e coni femminili lunghi 32-45  cm e con diametro di 20–25 cm, di colore verdastro.
I semi, grossolanamente ovoidali, lunghi 30–40 mm, sono ricoperti da un tegumento di colore rosso-arancio.

## Distribuzione e habitat
La specie è diffusa nel nord della Tanzania e nel Kenya meridionale.
Cresce tra i 1300 e i 2150 m di altitudine, in aree di foresta montana o di prateria, su substrati di quarzite.

## Conservazione
La IUCN Red List classifica E. bubalinus come specie prossima alla minaccia (Near Threatened).
La specie è inserita nella Appendice I della Convention on International Trade of Endangered Species (CITES)